# Elisabeth Lucker
Elisabeth Lucker (* 18. September 1914 in Friedenshütte; † 24. Juli 2008 in Essen) war eine deutsche Psychologin und Hochschullehrerin mit dem Schwerpunkt Schul- und Konfliktpsychologie.

## Leben
1934 begann Lucker an der Hochschule für Lehrerbildung in Beuthen eine Ausbildung zur Grundschullehrerin und arbeitete eingangs an einer privaten Schule für körperlich Behinderte. Lucker erhielt ab 1937 Stellen als Lehrerin in Beuthen und Köln. Sie studierte im Dritten Reich Pädagogik, Neuere Geschichte und Psychologie an der Friedrich-Wilhelms-Universität Berlin und 1941 wurde Lucker Mitarbeiterin am Institut für Arbeitspsychologie und Arbeitspädagogik in Berlin.
Sie promovierte 1944 bei Eduard Spranger und Oswald Kroh mit einer Dissertation zum Thema "Vergleichende Untersuchung über die praktische Intelligenz von Knaben und Mädchen. Ein Beitrag zur Frage des Industrieeinsatzes der Frau".
Nach dem Krieg lehrte sie erst in Berlin-Wannsee und erhielt dann 1946 eine Lehrstelle an der Pädagogischen Akademie Oberhausen. Lucker ging 1953 als Dozentin an die Pädagogische Akademie Essen und wurde 1968 ordentliche Professorin der Psychologie und lehrte bis zu ihrer Emeritierung im Jahre 1979 an der Gesamthochschule Essen.
1949 bis 1954 arbeitete Lucker in einer von ihr begründeten Erziehungsberatungsstelle in Oberhausen.

## Veröffentlichungen
- Lucker, E. (1955). Die praktisch-intellektuelle Begabung der Mädchen in ihrer Bedeutung für den Berufseinsatz. Eine experimentelle Untersuchung zur Lösung der Berufsnot der weiblichen Jugend. Ratingen: Henn.
- Lucker, E. (1967). Elternpädagogik und Psychohygiene. Weinheim: Beltz.
- Lucker, E. (1972). Die Schule im Wandel der Gesellschaft. Ratingen: Henn.